# Solitaire (Namibie)
Pour les articles homonymes, voir Solitaire.
Solitaire est une petite localité du centre de la Namibie à proximité du parc national de Namib-Naukluft. 

## Histoire
L'endroit était auparavant une terre désertée appelée Areb, située entre la région Ababis au sud et la région Koireb au nord. Il fait actuellement partie de la région Khomas. En 1948, Willem Christoffel van Coller acheta 33 000 hectares de terre à la South West Administration (le gouvernement namibien de l'époque) pour l'élevage de moutons Karakul.
L'endroit fut dénommé Solitaire par la femme de Willem Christoffel van Coller, Elsie Sophia van Coller. Il fut choisi pour sa double signification, soit celle de diamant et l'idée relative à la solitude. 
Le premier bâtiment du lieu fut une maison de deux pièces construite par M. van Coller, qui construisit également plus tard une ferme, un enclos de pierre et un barrage à travers la rivière. Il fit également bâtir par après le magasin et la station d'essence. Le magasin sert également de bureau de poste avec livraison hebdomadaire. Une petite chapelle fut également construite. La ferme 'Solitaire' fut vendue en 1968 à M. Maritz.

## Géographie
Solitaire se situe entre les dunes de Sossusvlei et la côte à Walvis Bay, ainsi que la capitale Windhoek, au centre de la Namibie, à proximité du Parc national de Namib-Naukluft. Solitaire fait partie des 18 000 hectares de terrain du Solitaire Land Trust qui vise la préservation de la faune et de la flore.

### Population

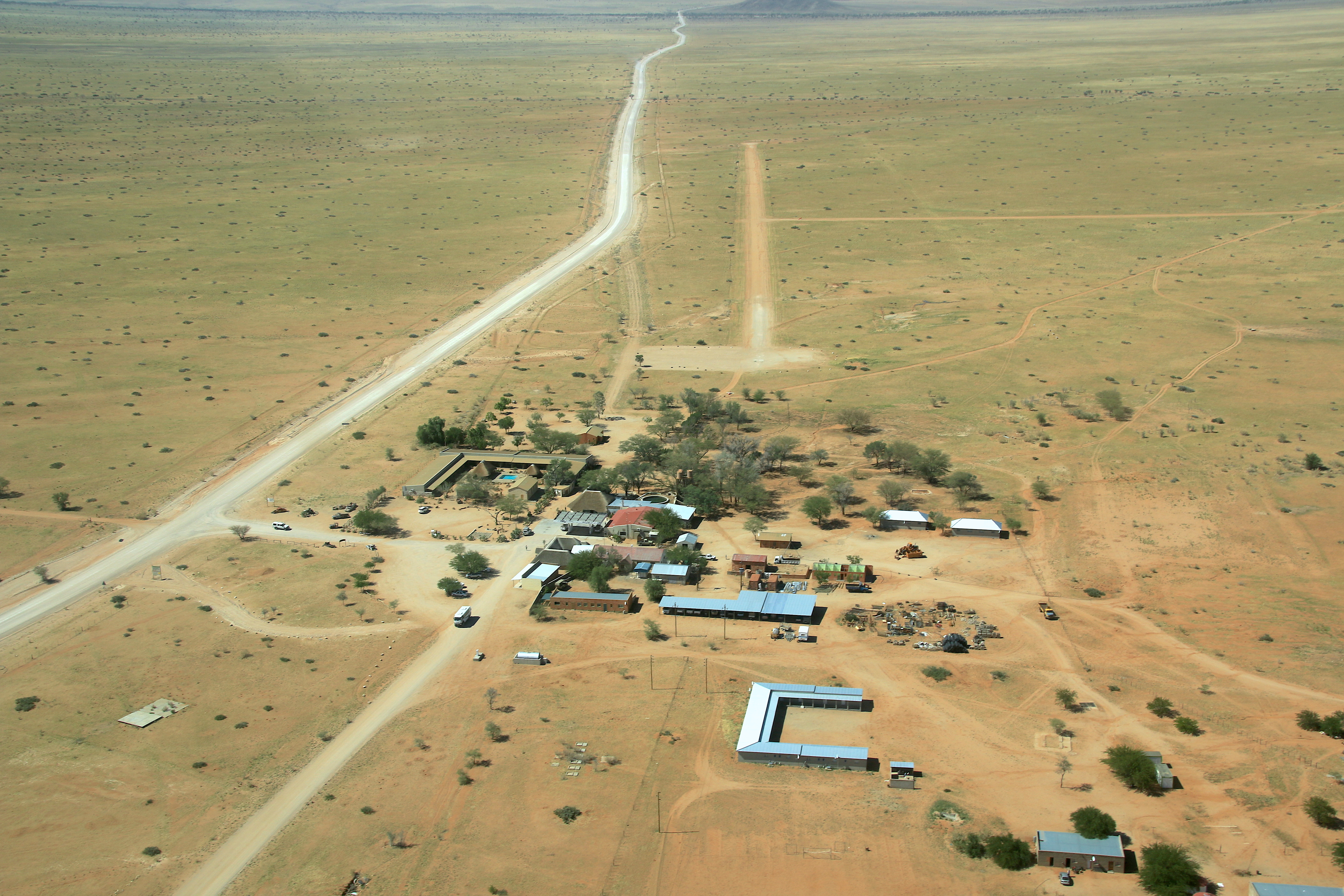
Vue aérienne de Solitaire

En mai 2013, Solitaire comptait 92 habitants.

## Tourisme
Solitaire se trouve à la jonction entre les routes C14 (Walvis Bay - Bethanie), et C24 (Rehoboth - Sossusvlei), toutes deux routes touristiques importantes traversant le Parc national de Namib-Naukluft. Il existe également à proximité une piste de terre pour l'atterrissage d'avions, occasionnellement fréquentée par des opérateurs touristiques et des pilotes privés. 
Comme la région n'est que peu peuplée, c'est une étape fréquente des touristes traversant la région. Le lieu comprend un camp de camping et un motel, le Solitaire Country Lodge, une ferme adjacente et une boutique, le Solitaire Lodge. Le lieu se caractérise par une abondance de carcasses de voitures qui jonchent les surfaces sableuses.
Solitaire comprend une station d'essence, un bureau de poste, et le seul magasin (alimentation générale et drugstore). Le gérant actuel de la boutique, Moose McGregor, a bénéficié d'une large publicité de son établissement de par son apfelstrudel renseigné par la plupart des guides touristiques relatifs à la Namibie.

## Dans la culture
Solitaire est connue aux Pays-Bas de par le livre du même nom, écrit par l'auteur Ton van der Lee à propos de son séjour en ce lieu.

## Galerie

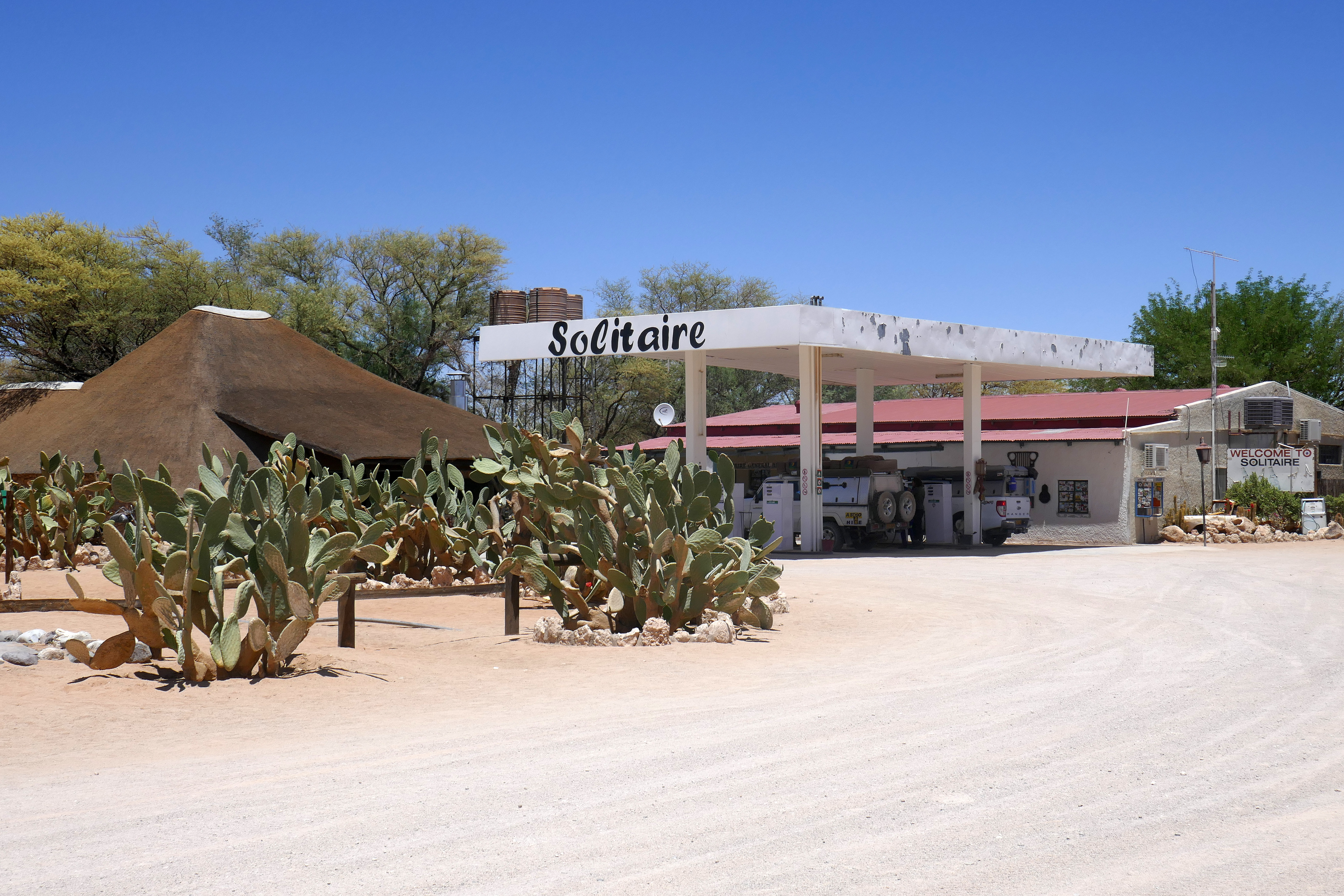
Station-service
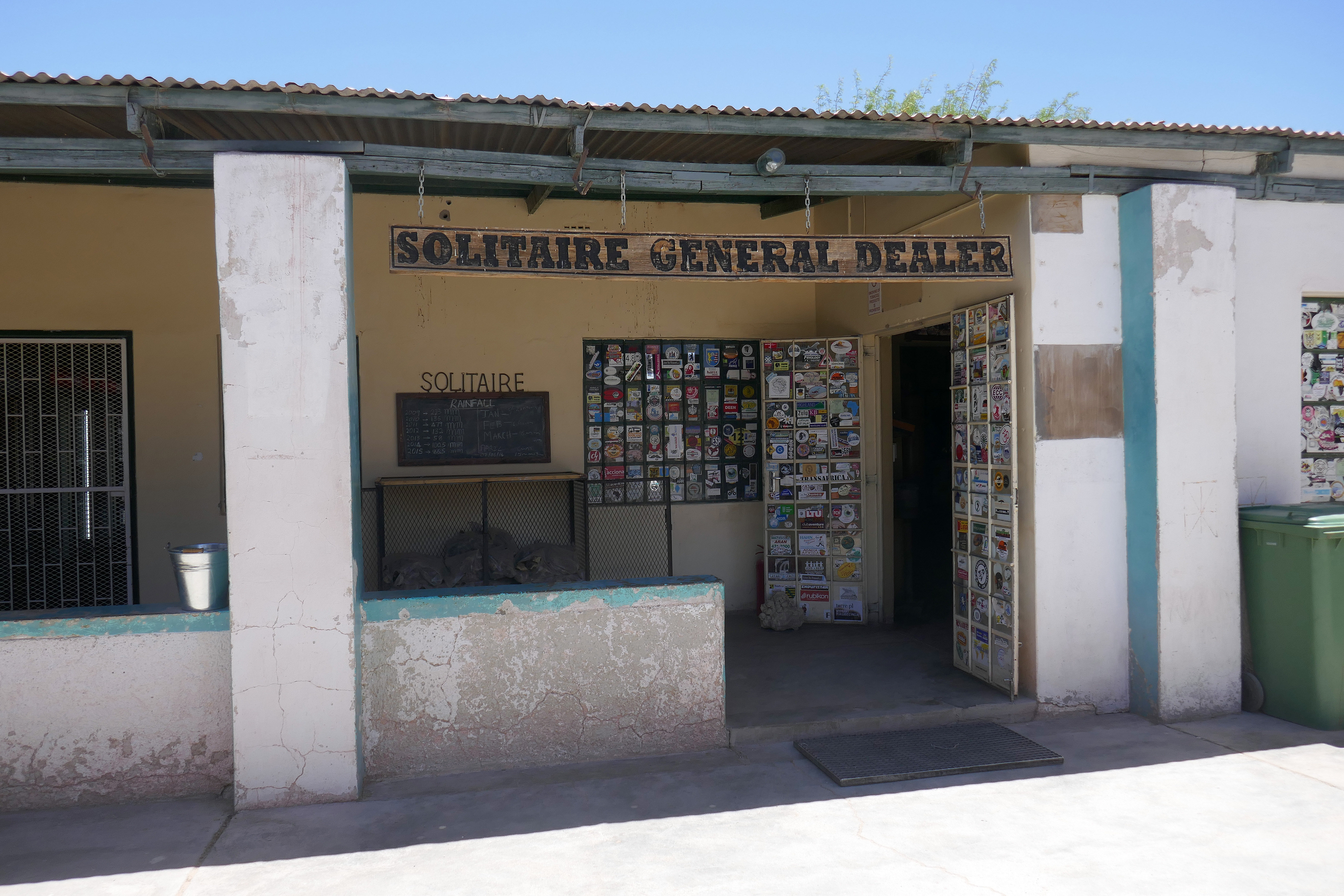
Épicerie
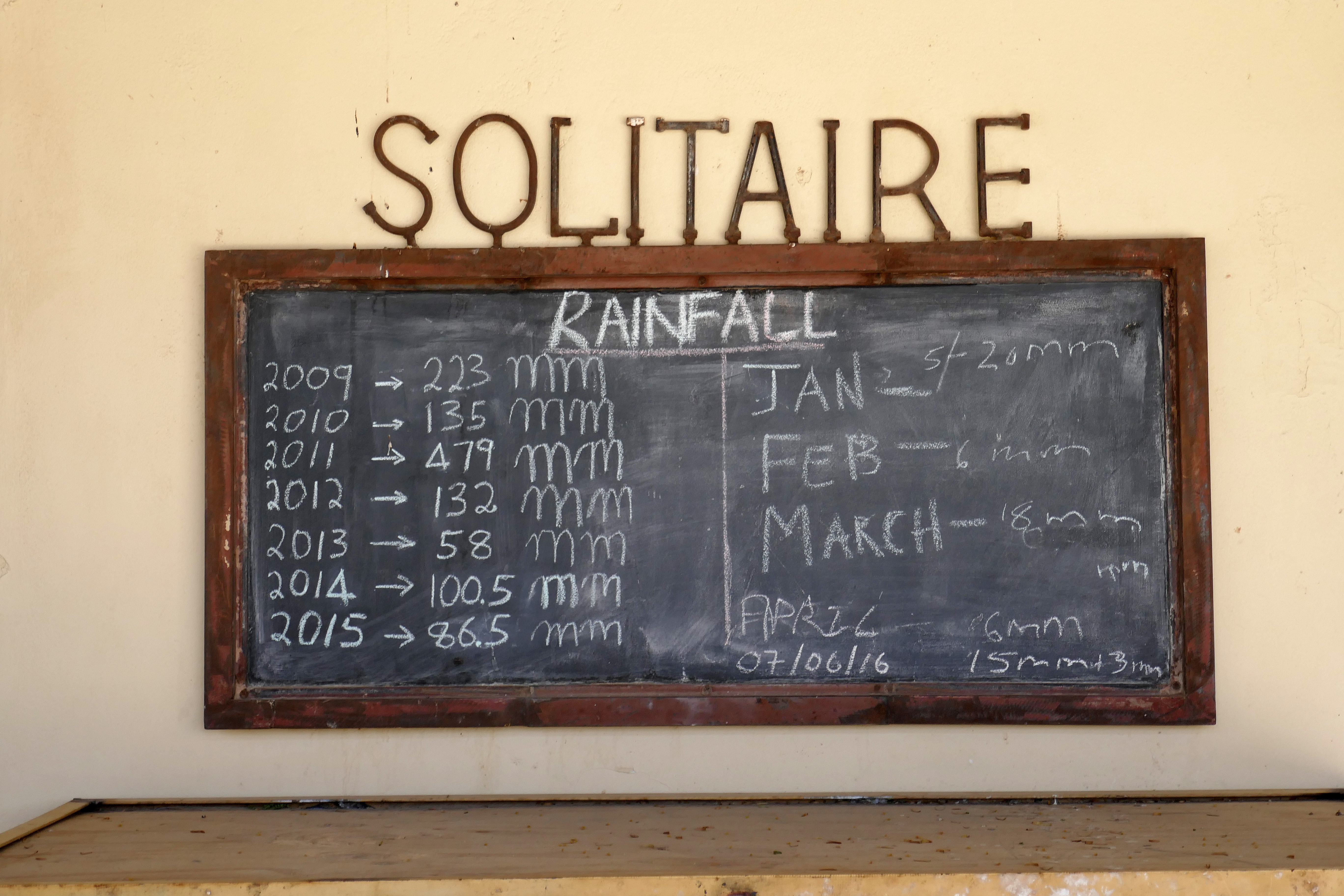
Tableau des précipitations
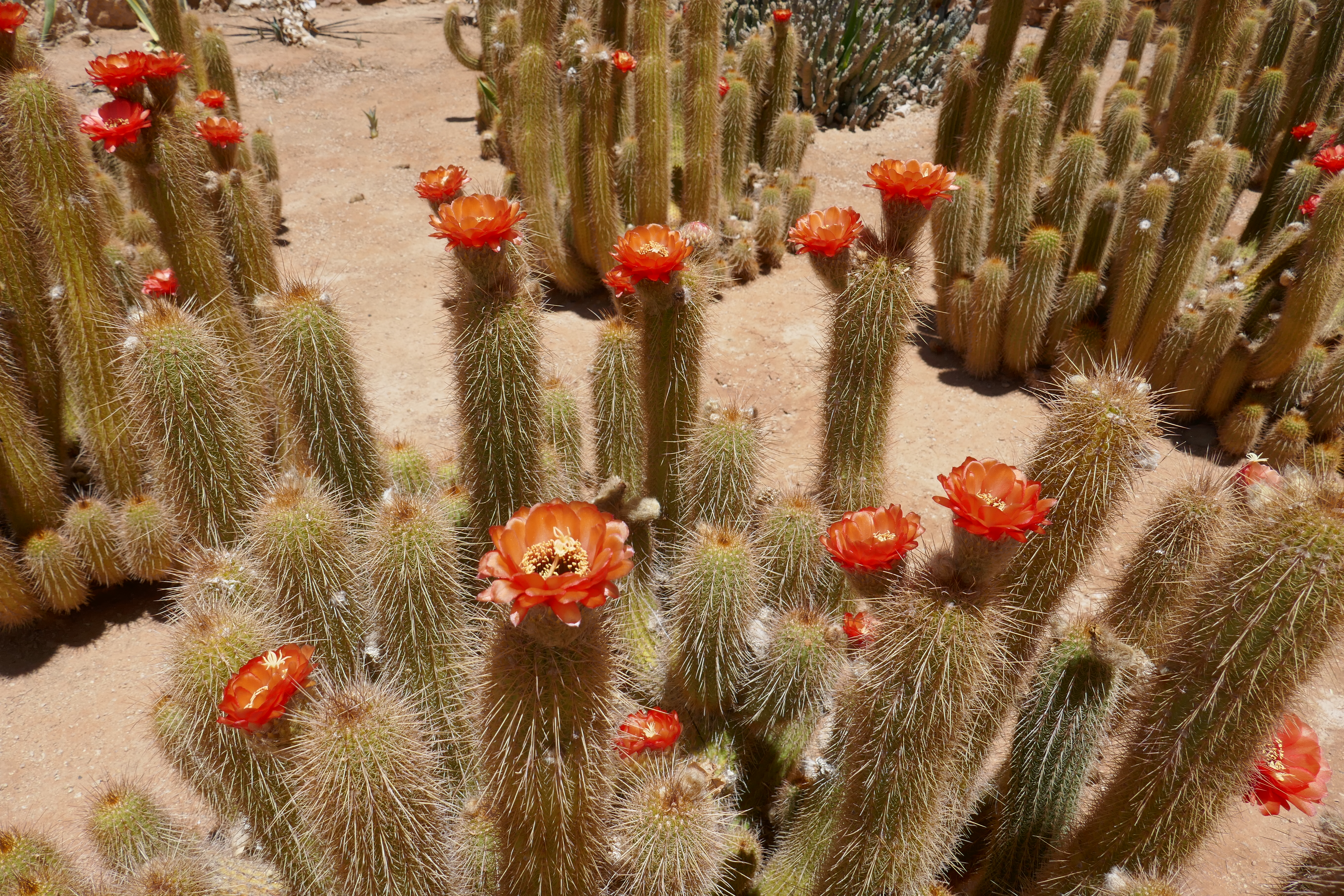
Jardin de cactées
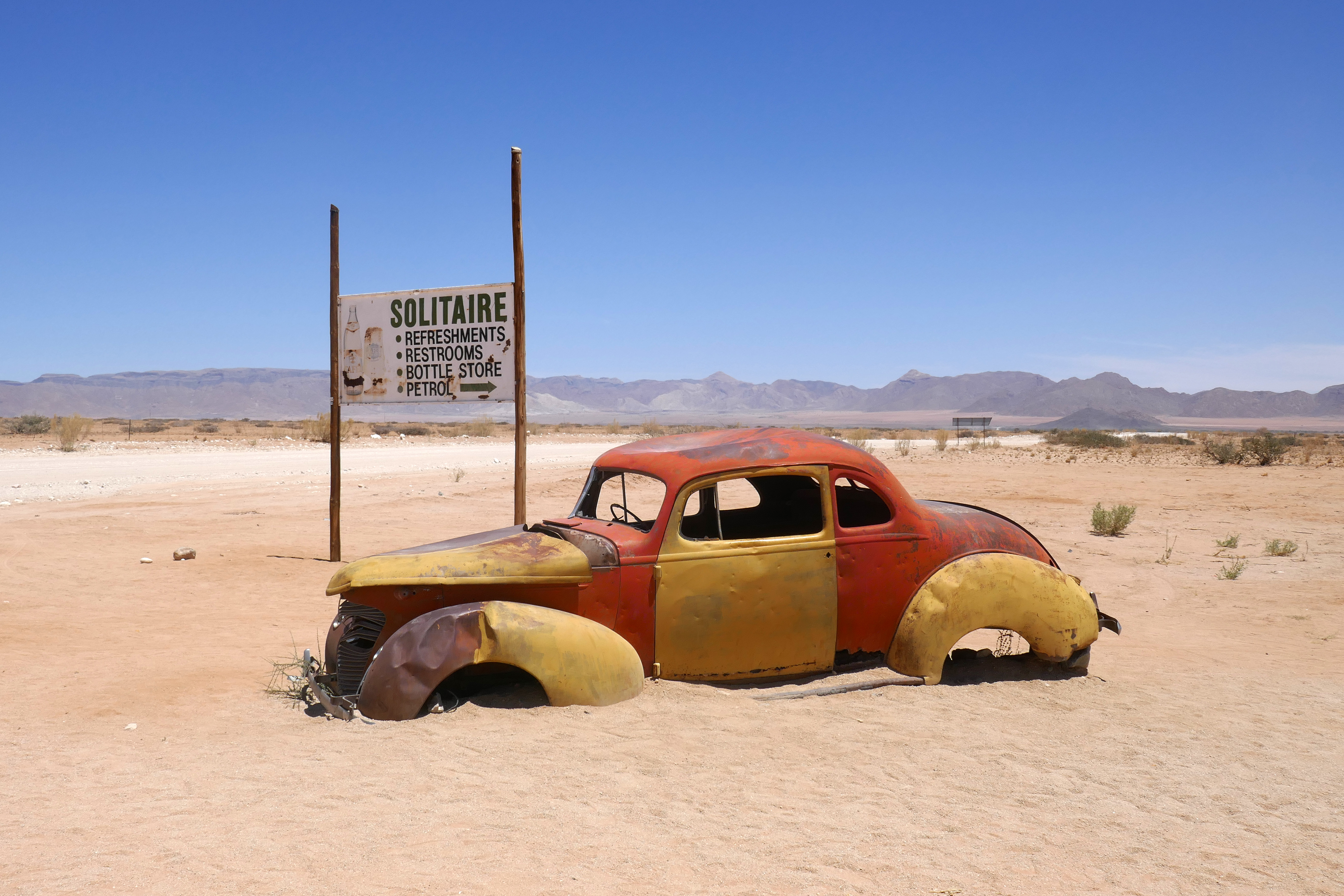
Carcasse de voiture à l'entrée de Solitaire

### Pages liées
- Géographie de la Namibie
- Parc national de Namib-Naukluft